# Bestiar

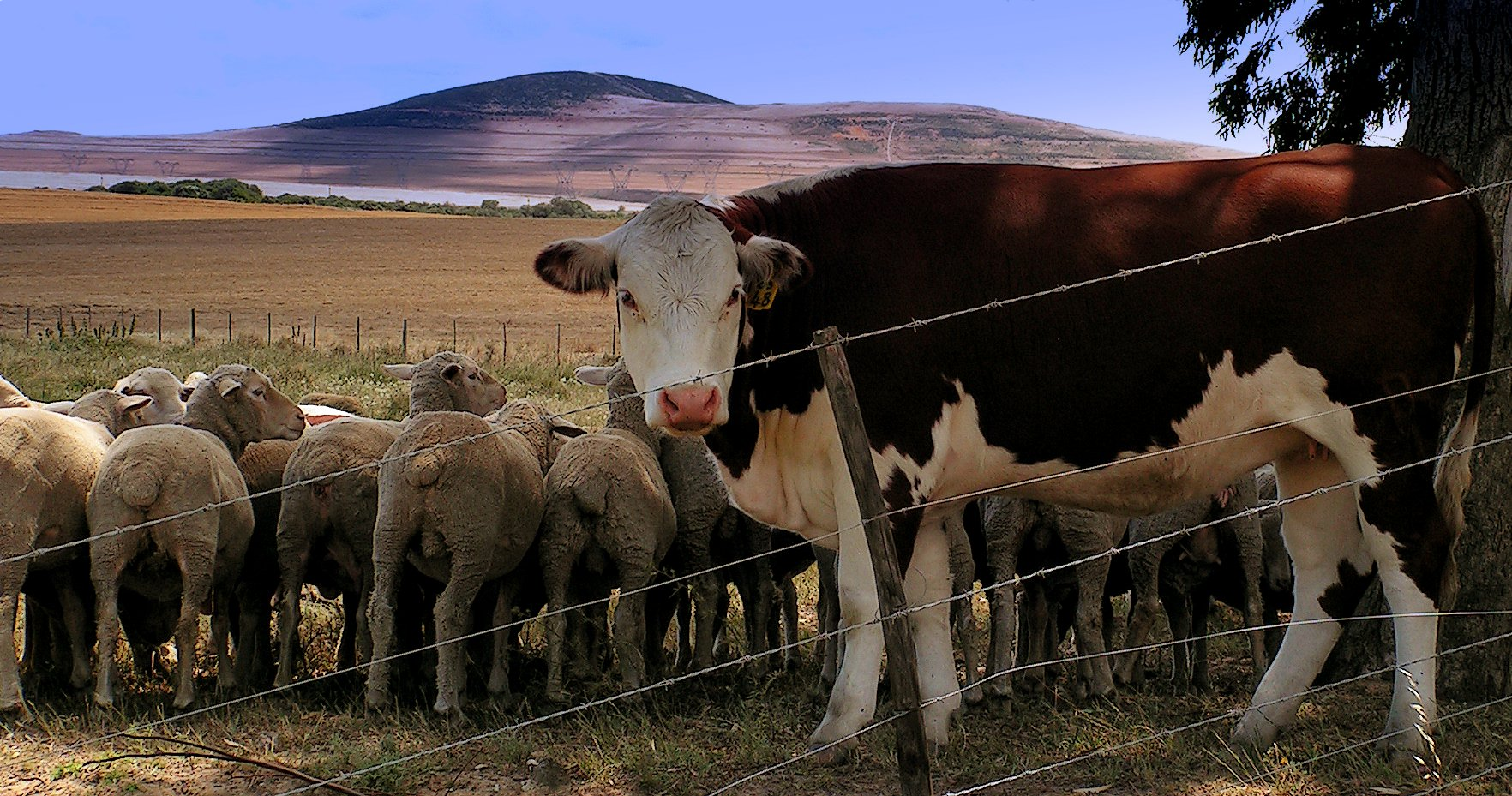
Ovelles domèstiques i una vaca (vedella) pasturen juntes a Sud-àfrica.

El bestiar és el conjunt d'animals domèstics d'una determinada espècie que es troben en una explotació ramadera. Pot estar estabulat permanentment, semi-estabulat (combinant un període d'estabulació amb un altre de pasturatge) o en pastura. Un clos o pleta és una porció de terreny tancada amb un mur o barrera, dins la qual pastura el bestiar al camp o a la muntanya. Els animals de granja, entenent granja com el conjunt d'edificacions d'una explotació agrícola o ramadera, que pot contenir una unitat residencial, són els animals domèstics que es crien amb diversos propòsits, per exemple: pells valuoses en les granges pelleteres, granges lleteres, de carn, llana, etc.
Sovint la granja té el sentit de l'explotació agrària tradicional constituïda per una casa de camp amb diverses dependències, de la qual depenen els boscos, les pastures i les terres de conreu de la propietat, és anomenada mas a Catalunya i al País Valencià, alqueria a l'Horta de València i a les Balears, possessió a Mallorca o lloc a Menorca.
Si la granja transforma i comercialitza els seus propis productes animals transformats o no, la comercialització d'aquests productes, per regla general, segueix un circuit curt (venda a la granja mateix, al mercat o al comerç local).
Hom distingeix:
- Bestiar gros: conjunt dels animals grossos, com bous, cavalls, ases, muls, etc.
- Bestiar petit o menut: conjunt de cabres, ovelles o porcs
- Bestiar de llana: conjunt d'ovelles i moltons.
- Bestiar de peu rodó (Ripoll, Pallars, Sta. Col. de Q.), o bestiar peu-rodó (Bagà), o bestiar de pota redona (Ordino), o bestiar rossam (Banyoles), o bestiar grossam (Lledó), o bestiar encordellat o de cadena (Senterada), o bestiar de cabreste (Mall., Men.): els cavalls i egües, ases i someres, muls i mules.
- Bestiar eguí, bestiar cavallí, rossam: els cavalls, egües i muls fills d'egua (Llucmajor).
- Bestiar mular o mulatí: els muls i mules.
- Bestiar somerí: els ases, someres i muls fills de somera (Llucmajor).
- Bestiar de peu forcat (Puigcerdà, Ripoll, Pallars), bestiar peu-forcat (Bagà), o bestiar de peu tallat (Sta. Col. de Q.) : El bestiar de llana, el cabrum, porcum i vacum.
- Bestiar boví/vaquí o bestiar de vacum (Organyà): els bous i vaques (Cat., Val., Bal.).
- Bestiar porquí (Cat., Men.) o bestiar de cerra (Mall.): els porcs i truges.
- Bestiar de peu ditat: els gossos i conills (Cat.).

## Espècies habituals en una granja
Les espècies presents en una explotació ramadera depenen entre altres factors del clima, la cultura o tradicions, el grau de desenvolupament i l'economia:
- Clima: Per exemple en climes freds i temperats hi ha vaques, mentre que en climes càlids com els tropicals es troben els zebús o búfals que són animals més ben adaptats a la calor.[1]
- Cultura i tradicions: Per exemple les creences religioses de jueus i musulmans eviten consumir porc. Als Estats Units molta gent no consumeix conill per considerar-los només un animal de companyia. Al Regne Unit és tradicional consumir carns de bovins de més edat que no pas a Espanya on es menja més l'animal jove, la vedella.
- Grau de desenvolupament: Els animals de tir o de càrrega (de bast) pràcticament han desaparegut del món desenvolupat mentre que segueixen criant-se, i són molt necessaris, en els països subdesenvolupats.
- Economia: Per exemple a mesura que augmenta el poder adquisitiu es prefereixen carns d'espècies considerades més selectes i disminueix la de les altres.

## Algunes espècies d'una granja occidental
- La vaca és un dels referents pel que fa a animals de granja. És un animal vertebrat i mamífer, ja que té les seves cries a partir del part, i que alimenta a les seves cries amb llet. De vaques n'hi ha de molts tipus i de moltes races (Suïssa, Frisona, Bruna del Pirineu, etc.), però les més comunes són les que tenen el pelatge marró i les que són blanques amb taques negres. Les vaques i els bous van ser uns dels primers animals que es van domesticar per usos agrícoles, i se'ls valora per la seva llet, que s'utilitza per a la producció de tota mena de productes làctics (llet, crema, mantega, formatge), pell (vegeu cuir) i carn (vegeu vedella).

- L'ovella és un animal que es cria tant per la seva carn (vegeu xai) com per la llana o la llet.
- El porc es cria per menjar-lo, i té un paper destacat dins del consum de productes carnis a l'Europa Occidental, i especialment pel que fa al pernil, la cansalada i l'embotit.
- La cabra és un animal molt sofert, pot pasturar en els terrenys més pobres i en els terrenys més accidentats., sovint es cria en ramats mixtos amb les ovelles. Les cabres pasturen i s'estabulen. La producció de carn de cabrit i la de llet de cabra, per al consum fresc i per fer-ne formatge i altres derivats són els aprofitaments més comuns.
- El cavall és un animal de càrrega, de transport, usos recreatius, i per la seva carn (especialment apreciada és la de poltre), el cavall és molt útil a granges d'una gran extensió com aquelles típiques de l'Amèrica, tant del nord com del sud.
- El cérvol es cria a Baviera i altres llocs, per a aprofitar la seva carn i per a fer una gran varietat d'embotits.
- L'ase és igualment un animal de càrrega o de transport, com el mul, però pot carregar menys i en canvi pot travessar passos costeruts que un cavall no pot.
- La gallina és criada a les granges per la seva carn i els seus ous.
- El pollastre i el titot es crien per la seua carn.
- L'ànec i l'oca són habituals a algunes granges i en certs països també té un ús alimentari, com per exemple a la Gascunya, on ambdós són essencials en la producció de fetge gras.
- El gos es cria a la Xina i altres països del sud-est asiàtic per a menjar-ne la carn. Els ibers també ho havien fet als Països Catalans.
- L'abella es cria en ruscs fixos o mòbils, amb transhumància o sense, per obtenir la seva mel i altres productes.
- Entre els animals de companyia, que no serveixen cap funció alimentària, hi ha els gossos, els gats, els cignes, etc.
- El conill, és un animal que no pot faltar mai a les granges occidentals. El classifiquem dintre de la classe dels mamífers. Hi ha moltes varietats de conills, i fins i tot hi ha varietats que s'utilitzen com a mascotes, aquests solen ser de mida petita. És un animal herbívor i rosegador. Morfològicament els conills són de mida petita i no superen els 50 cm de mida i el seu pes ronda els 5 kg quan són adults. Els conills es caracteritzen per tenir orelles de mida gran i en alguns casos caigudes, la forma del seu cos és arrodonida i el seu pelatge és suau i de tonalitat variada (blanc, gris, marró…). El fet que els conills tinguin les potes curtes, els permet fer moviments amb molta rapidesa i agilitat. Són molt prolífics, és a dir, que creien moltes vegades a l'any.

La seva carn és considerada dintre de les carns blanques que té pocs continguts amb greixos i és ideal per les dietes baixes en colesterol.
- L'ase o ruc és un animal mamífer en perill d'extinció. Avui dia ja no sol trobar-se a les granges, però antigament era un dels animals imprescindibles. Era també un animal característic de les granges catalanes. Aquest animal feia la funció d'ajudar el granger en molt dels treballs de càrrega alliberant-lo així de l'esforç de carregar amb molt de pes. També s'utilitzava per transportar grans quantitats de menjar per al bèstia o per transportar material necessari per a la granja.
- El gall dindi és un ocell galliforme provinent d'Àsia i domesticat a Europa. Pertany a la família de faisans, de nom científic pavus cristatus, amb plomatge de diferents colors blau, verd, groc i negres amb reflexos metàl·lics en el mascle. Té uns 7 dm des de la punta del bec fins on comença la cua. Aquesta arriba 1,50 m de llarga en el mascle. El cap i el coll són de color blau amb canviants verds i violats, matisats d'or. Porta al cap un plomall de plomes verdes amb canviants d'or. En l'època d'aparellament, el mascle estén un cercle amb la seva llarga cua de plomes verdes, amb canviants de blau i or i una taca ovalada en l'extrem de diversos colors. La femella, més petita, és de color gris amb canviants verds al coll. No té una cua tan preciosa com la del mascle. N'hi ha galls d'indis completament de color blanc.
- Les gallines pertanyen a les aus no voladores. Es divideixen en diferents grups, segons les coses que tenen en comú i el lloc geogràfic on es troben. Les classes més difoses són les americanes i les mediterrànies. Totes aquestes races se subdivideixen en varietats. Les gallines tenen el cos recobert de plomes que les protegeixen de la calor i del fred. Són animals ovípars, i s'alimenten de vegetals.

Viuen aproximadament 12 anys. La incubació dels ous de la gallina dura uns 21 dies i poden pondre entre 100 i 300 ous a l'any depenent de la raça.

## Animals exòtics
Hi ha explotacions ramaderes basades en la cria d’animals considerats exòtics des del punt de vista occidental. D’altra banda, alguns animals domèstics, inexistents a Europa o Amèrica del Nord, són habituals en altres contrades. Una petita relació d’aquestes espècies pot consultar-se a continuació.
- Ren. El ren fou un dels primers animals en ser domesticats, segons algunes fonts. Altres opinen que la veritable domesticació és més recent.[2] Per a alguns pobles (per exemple els samis) la seva cria és essencial.

- Conill porquí.[3][4] El cuy chactao és un plat típic de la gastronomia peruana.

- Llama, vicunya, alpaca, guanac.
  - Aquests camèlids es crien de forma tradicional a Amèrica del Sud i en granges especialitzades arreu del món.

- Estruç. Les granges d'estruços són relativament freqüents.[5][6] Els productes comercialitzats són la carn,[7] els ous, la pell[8][9] i les plomes.[10]

- Camell.[11]

- Dromedari[12] Els dromedaris s'aprofiten com a animals de càrrega i per la seva llet,[13] carn,[14] pell[15] i llana.[16] Els excrements secs són emprats com a combustible i l'orina com a líquid de neteja.[17] Hi ha estudis sobre possibles propietats medicinals de l'orina dels dromedaris.[18]
- Cangur. Segons diversos estudis, malgrat un interès comercial evident, la cria de cangurs en captivitat no és econòmicament viable.[19][20]
- Iac.[21]

- Búfal asiàtic domèstic

- Zebú.[22]

## Piscicultura
Esmentades per algun agrònom romà (per exemple Luci Juni Moderat Columel·la), les granges de peixos i crustacis representen una activitat de gran importància econòmica en l'actualitat. Algunes de les varietats més populars es poden consultar a continuació.
- Tonyina[25]
- Salmó[26]
- Turbot[27]
- Tilapia[28]
- Carpa[29]